# Haagse weeskinderen
Haagse weeskinderen of "Haagse weeskinderen strooien bloemen op het pad der koningin" is een 19e-eeuws Nederlands gelegenheidswerk gemaakt door vier Haagse schilderessen.

## Achtergrond
Het schilderij was een gezamenlijk project van  Kate Bisschop-Swift, Sientje Mesdag-van Houten, Margaretha Roosenboom en Gerardine van de Sande Bakhuyzen. Het was een geschenk aan koningin Sophie, ter gelegenheid van het zilveren regeringsjubileum van haar man koning Willem III in 1874, en leidde tot lovende woorden in de pers.
Het schilderij is tegenwoordig onderdeel van de collectie van de Stichting Historische Verzameling van het Huis van Oranje-Nassau in Den Haag.

## Beschrijving
Het schilderij is 102 x 76 cm groot en toont centraal in een ovaal een jonge vrouw met een drietal Haagse weeskinderen. Deze voorstelling wordt omgeven door een bloemenslinger met onder meer rozen en klaprozen. Aan de onderzijde is een doorkijkje geschilderd door Sientje Mesdag-van Houten, dat een stadsgezicht op Den Haag weergeeft, gezien vanuit het noordwesten, met de Grote Kerk links van het midden.